# Rutidea tenuicaulis
Rutidea tenuicaulis är en måreväxtart som beskrevs av Kurt Krause. Rutidea tenuicaulis ingår i släktet Rutidea och familjen måreväxter.
Artens utbredningsområde är Kamerun. Inga underarter finns listade i Catalogue of Life.